# ドラえもんのひみつ道具 (ひ)
ドラえもんのひみつ道具 (ひ) では、藤子・F・不二雄の漫画『ドラえもん』、『大長編ドラえもん』(VOL.1〜17)、藤子・F・不二雄のその他の著作に登場するひみつ道具のうち 、読みが「ひ」で始まるものを列挙する。

## ピーアール
声 - 間嶋里美（1981.7）→高戸靖広（2006.9）→伊東みやこ（2014.5）
ピーアールは、「な、なんと!! のび太が百点とった!!」（てんとう虫コミックス第25巻に収録）に登場する。
小型のロボット。どんな出来事でも人に知らせて望みどおりの反応をさせることができる、文字通りPR（パブリック・リレーションズ）用の道具。
宣伝の度合いには並・中・上・特上の4種類があり、好きな段階を選べる。奇跡的にテストで100点をとったのに誰にも信じてもらえないのび太のために、ドラえもんは特上の宣伝を頼んだところ、ピーアールが「特上放射線」をテレビニュースのアナウンサーに向けて放出し、のび太の100点を伝えさせた。その後ドラえもんが任せっきりにしたところ、一流大学の大学教授には「コロンブスのアメリカ大陸発見やアポロ11号の月面着陸と同等の大偉業」とまで讃えられ、テレビでは特別番組が企画され、しまいには国会で「のび太記念日」という国民の祝日が制定されるという大変な騒動になってしまった。
なお、このようにやり過ぎになった場合でも人々の記憶から知らせた内容を取り消して、道具を使う以前の状態に戻すことができる。

## ひい木
ひい木（ひいき）は、「ひい木」（てんとう虫コミックス第18巻に収録）に登場する。
木の形をしたバッジ。これを身につけた者は、誰にでも極端にえこひいきにされるようになる。例えば、玉子がのび太とドラえもんにおやつを持ってきても着用者ののび太だけにあげようとしたり、着用したジャイアンがいたずらをしても彼ではなく近くにいたスネ夫が非難されたりする。
テレビアニメ第2作第2期では、えこひいきにされる効果はあくまでえこひいきにする側である、周囲の人間の価値観に依存して発揮されるため、それが必ずしも使用者にとって得をする事となるとは限らないという欠点が描写された。
作中ではのび太とジャイアンが外面の良いことばかりをして、大人にえこひいきにされているスネ夫を懲らしめるために使った。

## ピーヒョロロープ
演奏 - 高桑英世（2017.1-）
ピーヒョロロープは、「ピーヒョロロープ」（てんとう虫コミックス第7巻に収録）に登場する。
笛とロープが出るかごのセット。笛を吹くと、ヘビ使いのあやつるヘビの要領で紐がかごからヒョロヒョロと出てくる。付属の楽譜のとおりに笛を吹くと、ロープが荷造りをしたり、物を取ってきたり、宿題をしたり、トランポリンになったりするなど、紐を使ってさまざまなことができる。
「ドラえもん のび太の南極カチコチ大冒険」では極地探検用の楽譜が出され、複数の橇犬を象って橇を引いたり、複数の人を象ってクレバスに落ちた橇を引き上げたりした。

## 光りごけ
光りごけ（ひかりごけ）は、「のび太の地底国」（てんとう虫コミックス第26巻に収録）に登場する。
22世紀のバイオテクノロジーが生み出した新種のコケ。日光のように明るい光を出す性質があり、強い繁殖力を持つ。瓶の中に入っており、真っ暗闇の洞窟の中でも周囲にこれを植えれば、周囲一面にどんどん繁殖して光を出すので、太陽の下と変わりなく生活できる。
なお、ヒカリゴケという名の植物は実在する。ただしこちらは自分で発光するのではなく、周囲の光を反射して光っている。
日光ゴケ / ピッカリゴケ
『のび太と竜の騎士』で登場する。コケの発する光が太陽光と全く同じ性質の光であり、24時間ごとにしぼんで光がやむので日光同様に昼夜が訪れるという設定が付加されている。大長編ではスプレーの道具であり、周囲に吹き付けるようになっているが、映画では「ピッカリゴケ」と呼び、袋入りのものを周囲に蒔くようになっている。
インスタント植物のタネ ピッカリ竹
『ドラえもん のび太の月面探査記』で登場する。「インスタント植物のタネ」の一種。同作のピッカリゴケと同様に発光する植物。ドラえもんのひみつ道具 (いな-いん)#インスタント植物のタネを参照。
インスタント光りごけ
テレビアニメ第2作第1期「ポンプ地下室で街をつくろう」に登場する。インスタントというだけあって、蒔くと暗闇の地中でもあっという間に地上同様の明るさとなる。さらに「青空」と「緑の平原タイプ」が用意されており、これを蒔くと地中でも天井が雲の浮かんだ青空同様、床面が木や草の生えた平原同様になり、まったく地上と同様の光景に作り変えることが可能になっている。

## 光ファイバーつた
光ファイバーつた（ひかりファイバーつた）は、「光ファイバーつた」（てんとう虫コミックス『ドラえもんプラス』第2巻に収録）に登場する。
テレビに似た機械から無数のツタが生えている。数字が書かれたシール「チャンネルシール」をどこかに貼ると、ツタが天井や壁にもぐりこんでそのシールの場所まで伸びる。ツタの先端がレンズになっていて、シールの場所の映像を捉え、ツタが光ファイバーのように伝送して、根元のテレビに映像を映し出す。映像を拡大表示することもできる。球根の中に映像情報がたくわえられるので、ビデオのように過去の映像を見ることもできる。
作中では、のび太がこの道具で自分の見たい場所（しずかの部屋、空き地など）にシールを貼ってもドラえもんは注意をしなかったが、実は「のび太のいる場所を知りたい」と玉子から頼まれた道具である。

## ひきのばしローラー
ひきのばしローラーは、「やきゅうそうどう」（藤子・F・不二雄大全集第1巻に収録）に登場する。
このローラーを転がすと、物、場所などを何でも引き伸ばすことができる。
てんとう虫コミックスでは、第6巻収録「ドラえもん百科 すばらしい道具のいろいろ」で紹介されている。

## ひきよせカガミ
ひきよせカガミは、「ひきよせカガミ」（てんとう虫コミックススペシャル『ドラえもんカラー作品集』第5巻に収録）に登場する。
コンパクト（手鏡）を模した道具。この鏡が発する光を物に浴びせると、その物を手元に引き寄せることができる。コンパクトを閉じると、効き目は消える。
その力はかなり強力で、スネ夫がこれを空に向けた拍子に、飛行中のヘリコプターまで地上へ引き寄せられてしまった。

## 飛行スカーフ
飛行スカーフ（ひこうスカーフ）は、『ドラえもん のび太と雲の王国』に登場する。
羽衣伝説にある羽衣を模した道具。これを身に付けると思いのままに空を飛べる。破損すると飛行能力は消える。
同様の機能を持つ道具に「フワフワオビ」があるが、飛行スカーフの方がより小型。

## ひさしぶりトランク
ひさしぶりトランクは、「ひさしぶりトランク」（てんとう虫コミックス第30巻に収録）に登場する。
トランクを象った道具。これを人が持っていたり、この上に物を乗せたりすると、対面した人はその人や物を久しぶりに帰ってきた人と再会したようにひどく懐かしく感じる。
懐かしさの度合いは側面にあるダイヤルによって数日ぶりから数十年ぶりまで調節できるが、設定した度合いが所持者の年齢を上回る場合、対面した人は所持者を「知らない人」と認識（例えば所持者の年齢が10歳ぐらいでダイヤルを20年前に設定した場合はまだ生まれていないため）する。

## ビッグボール
ビッグボールは、「ボールに乗って」（てんとう虫コミックス第14巻に収録）に登場する。
目測直径2メートルほどの、野球のボールに似たデザインの大きなボール。座席が2つ設けられている。乗り込んでバットでこのボールを叩くと空を飛び、叩けば叩くほど速く飛ぶ。ただし、叩くのをやめると墜落してしまう。
作中では名称不明だが、「ドラえもん大事典」（てんとう虫コミックス11巻に収録）では名称を「ビッグボール」としている。ひみつ道具の事典では『ドラえもん全百科（ドラえもんオールひゃっか）』（1979年7月発行）にて「乗り物ボール」という名称をつけているが、『ドラえもんひみつ大事典』（1985年5月発行）からは該当記事が削除され、『ドラえもん最新ひみつ道具大事典』（2008年9月発行）にて「ビッグボール」という名称で復活している。
なお、この道具が登場する「ボールに乗って」のページ数はわずか2ページで、てんとう虫コミックスに収録されている「ドラえもん」の読み切り作品の中では最も短い。

## びっくりばこ
びっくりばこは、「びっくりばこ」（藤子・F・不二雄大全集第5巻に収録）に登場する。
未来のびっくり箱。中身は決まっておらず、開けた者にとって最も恐いものが出てきて、脅かしたりする。

## びっくり箱ステッキ
びっくり箱ステッキ（びっくりばこすてっき）は、「びっくり箱ステッキ」（てんとう虫コミックス第16巻に収録）に登場する。
ステッキの道具。このステッキで任意の物に触れると、びっくり箱のように中から人を驚かせる仕掛けを作ることができる。1つのステッキにつき、約100箱の異なるびっくり箱を作ることができる。箱でなくとも、引き出しやドアなど開くものがついているものだったら何でもびっくり箱にすることができる。一度開けると効果は消え、元に戻る。

## 日づけ変更カレンダー
日づけ変更カレンダー（ひづけへんこうカレンダー）は、「日づけ変更カレンダー」（てんとう虫コミックス第3巻に収録）に登場する。
腕時計を象った道具。これに表示されている日付を変更すると、周囲の日付をその日に変更することができる。効果の及ぶ範囲は不明だがそれほど広くないようで、ゆえにテレビで実際の日付を知ることもある。

## 日づけ変こうチョーク
日づけ変こうチョーク（ひづけへんこうチョーク）は、「日づけ変こうチョーク」（てんとう虫コミックススペシャル『ドラえもんカラー作品集』第2巻に収録）に登場する。
片方が太く、もう片方が細くなったチョーク。太い方で描いた円の中に入ると翌日へ、細い方だと前日へ行くことができる。

## ひっこしセット
ひっこしセットは、「あちこちひっこそう」（てんとう虫コミックス第17巻に収録）に登場する。
家の引越しを手軽に行うことのできる道具。テレビモニターと、手のひらサイズの家屋模型にヘリコプター状のローターが付いた端末「ミニハウス」で構成される（てんとう虫コミックス第21巻で登場する「ミニハウス」とは別物）。
ミニハウスはモニターからの操作で操縦して好きな場所へ飛ばすことができ、飛んで行った場所がモニターに表示される。適当な場所にミニハウスを着陸させ、モニターの操作で瞬間移動能力を発動させると、操作している人物が現在いる家が、ミニハウスのあった場所へと丸ごと瞬間移動する。
引越し先でトラブルが起きた際などは、モニターを操作すれば即座に家を元の場所へ戻すこともできる。

## ひっこし地図
ひっこし地図（ひっこしちず）は、「ひっこし地図」（てんとう虫コミックス第9巻に収録）に登場する。
地図上の建物をシールのように台紙からはがすことのできる地図。この地図上で建物を貼り替えると、現実の建物も地図どおりに入れ替わって手軽に引越しをすることができる。
最初は遅刻対策に学校を隣に持って来たり、おつかい先の店を向かいに持って来たりしていたが、のび太たちの都合であちこち移動させたために、町中の人たちは目的地や自宅がわからなくなって混乱に陥った。

## ひっこしひも
ひっこしひもは、「ひっこしひも」（藤子・F・不二雄大全集第5巻に収録）に登場する。
この紐の両端を容器に触れさせ「ワン、ツー、スリー」と言うと、両方の内容を入れ替えることができる。たとえば人が乗っている自家用車と木箱を紐で繋ぐと、その人が木箱に詰まっている状態となる。
「ワン、ツー、スリー」は紐の使用者が口で言う必要はないようで、作中ではのび太のズボンのポケットからはみ出た紐がゴミバケツに踏みつけられ、のび太に犬が「ワン」と吼えかけ、驚いたのび太がバナナの皮で「ツー」と滑り、「スルリー」と転んだところ、のび太のズボンのポケットに大量のゴミが詰まった状態になってしまった。

## 羊とび式さいみん機
羊とび式さいみん機（ひつじとびしきさいみんき）は、「ねむれぬ夜に砂男」（てんとう虫コミックス第18巻に収録）に登場する。
眠気を催させる道具「さいみん機」のバリエーション。眠れないときに羊を数えると眠くなるという伝承を再現する。ミニチュアの木、柵、小屋がセットになっており、木の洞から次々に羊が飛び出し、柵を飛び越えて小屋へと入っていく。この羊を数えていくと、次第に眠くなる。
テレビアニメ第2作1期「のび太は名探偵?!」（1998年11月6日放送、映像ソフト未収録）にも登場したが、止めない限り羊は木の洞から際限なく現れ続ける為、小屋が倒れて入れなくなるなどで羊が減らなくなると、あっという間に周りが羊だらけになってしまう欠陥が描かれた。更に何故かこの羊には紙を食べる性質まで備えられている為、放置すると大事な紙類が食べられてしまう可能性もある。

## 必中けん賞ハガキ
必中けん賞ハガキ（ひっちゅうけんしょうはがき）は、「だせば当たる!! けん賞用ハガキ」（てんとう虫コミックス第33巻に収録）に登場する。
ハガキで応募できるあらゆる懸賞において必ず当選するハガキ。切手の代わりに、矢で射止めた的の絵が描かれている。このハガキで懸賞に応募すると必ず当選し、しかも賞品はすぐに届く。ラジオ番組のリクエストに応募しても必ず選ばれる。
ドラえもんが四次元ポケットから出した道具ではなく、この「必中けん賞ハガキ」自体を賞品とした懸賞に応募して入手したもの。何百枚もハガキを出して苦心の末に当てたという。

## 必中ゴムパチンコ
必中ゴムパチンコ（ひっちゅうゴムパチンコ）は、『のび太とブリキの迷宮』に登場する。
狙った的に必ず当てることができるゴムパチンコ。

## ビデオ式なんでもリモコン
ビデオ式なんでもリモコン（ビデオしきなんでもリモコン）は、「ビデオ式なんでもリモコン」（てんとう虫コミックス第32巻に収録）に登場する。
ビデオのリモコンのような道具で、これを人や物に向けて操作すると、その動作に対してビデオ同様に早送り、巻き戻し、一時停止を行うことができる。リモコンの効力は鏡で跳ね返すことができる。

## 人がたスタンプインクと用紙
人がたスタンプインクと用紙（ひとがたスタンプインクとようし）は、「人気スターがまっ黒け」（てんとう虫コミックス第30巻に収録）に登場する。
手形ならぬ「人がた」をとるための道具。ホースのような道具から吹き出す「人がたスタンプインク」を人にたっぷりと浴びせ、すかさずその人を「用紙」に押しつけることで、人がたができあがる。人気スターなど有名人に使う。なるべく迷惑がかからないよう、本人の身についたインクは3分で跡形もなく消える。

## 人さがしがさ
人さがしがさ（ひとさがしがさ）は、「おかしなおかしなかさ」（てんとう虫コミックス第19巻に収録）に登場する。
一般的な雨傘の上に矢印がついている傘。この矢印は探している人物のいる方向を指し示し、矢印の通りに進めば探している人物の居場所にたどり着くことができる。

## ヒトマネロボット
ヒトマネロボットは、「プロポーズ作戦」（てんとう虫コミックス第1巻に収録）に登場する。
このロボットに誰かの姿を見せて命令すると、その人そっくりに変身する。専用のマイクでロボットを操り、台詞をしゃべらせることもできる。
「プロポーズ作戦」では上記の様に自我の見られない遠隔操作型だが、書籍『ドラえもん・ふしぎシリーズ　(1)ドラえもん ロボットのふしぎ』、テレビアニメ第2作第2期「ジャイアンが1000人!?」（2010年6月25日放送）では自律型で自我もある設定になっている。『ロボットのふしぎ』ではのび太の姿で嫌な用事ばかり押し付けられた報復に、その姿で玉子やしずか達に悪さをしてのび太本人が責められており、「ジャイアンが1000人!?」ではドラえもんがロボットをジャイアンの母親の姿に変身させ、その後もロボットはドラえもんが操ることなくジャイアンを叱りに向かっている。

## 人よけジャイロ
人よけジャイロ（ひとよけジャイロ）は、「人よけジャイロ」（てんとう虫コミックス第19巻に収録）に登場する。
大きなじょうごのような形をした道具。広げた地図にこの道具を刺し、コマのように紐を引いて回して作動させる。すると道具の放つ電波によってその場所にいる人はそこにいたくなくなり、他の場所にいる者はそこへ行こうとする気が失せ、結果的にその場所には誰一人いなくなってしまう。効き目は強力で、たとえば家に対して使用すれば、その家の人たちはたとえ雨が降っていようとも家に入りたくなくなる。人がいなくなる時間を指定することもできる。
ジャイロを使った本人と専用のバッジをつけた者は、電波の影響がなくなる。シーズン中の山など、どこか混んでいそうな遊び場に対して使用し、バッジをつければ誰1人いない遊び場をひとりじめにすることができる。が、遊戯施設で働いている人たちまでいなくなってしまうので注意が必要。
道具を本来の逆向きに使用すると電波が逆転されて放たれるらしく、その場所がまるで満員電車のように人々でごった返してしまう。

## ヒトリントン
ヒトリントンは、「ドラえもん大事典」（てんとう虫コミックス第11巻に収録）に登場する。
1人用の遊具。遊ぶ人自らがバドミントンの羽根の役になり、1つの台座についた2つの巨大ラケットを、自分でラジコンで操りながら、地面に落ちないようにして遊ぶ。遊ぶ人は落ちるまで、ラケットで打たれながらのラジコン操作をせねばならないという痛そうな遊び。
雑誌掲載時は、名称が単に「バドミントン」となっていた。

## ヒミツゲンシュ犬
ヒミツゲンシュ犬（ヒミツゲンシュけん）は、「ヒミツゲンシュ犬」（てんとう虫コミックス『ドラえもんプラス』第1巻に収録）に登場する。
ブルドッグを象った人形。他の人に知られたくない秘密や内緒ごとを紙に書いて食べさせると、秘密を守ることができる。たとえばのび太の秘密が玉子の目に触れそうになっても、台所で鍋がふきこぼれ、慌てて玉子が台所へ飛んで行く……といった具合に、偶然の状況の積み重ねによって秘密が守られる仕組みになっている。
2度目以降は描写が省かれたが、食べさせた秘密が明らかになりそうになると、犬の人形がうなりだし、効果が発揮される。
秘密を食べさせる量には限界があり、限界を超えると(壊れないものの)破裂し、それまで守ってた秘密はすべてばれてしまう。イヌの秘密を知ったジャイアンが、大量の自分の秘密を食べさせたところ、イヌが全部の秘密を吐き出してしまい、のび太の秘密まで全てばれてしまった。

## 秘密書類やきすて銃
秘密書類やきすて銃（ひみつしょるいやきすてじゅう）は、「大ピンチ！ スネ夫の答案」（てんとう虫コミックス第28巻に収録）に登場する。
スパイに盗まれた秘密書類を遠方から狙撃して処分するための銃。その威力はただ書類を焼却するだけでなく、周囲の人物や物を吹っ飛ばすほど強力。
秘密情報焼き捨て銃（ひみつじょうほうやきすてじゅう）
テレビアニメ第2作第2期「大ピンチ! スネ夫の答案」（2007年2月2日放送）に登場。本放送では「秘密情報焼き捨て銃」（表記は字幕放送にて確認）としているが、公式サイト掲載の「ひみつ道具カタログ」では原作にあわせて「秘密書類焼き捨て銃」としている。

## ひものゆうれい
ひものゆうれいは、「ゆうれいの干物」（てんとう虫コミックス第12巻に収録）に登場する。
普段は煮干しのように干からびているが、水などの液体をかけると膨らんで人間大の幽霊となる。幽霊と言っても宙を舞える程度で、特別な能力はない。時間が経つと水分が抜け、もとの干からびた状態に戻ってしまう。
ゆうれいのこどうぐ
テレビアニメ第2作1期「ゆうれいの干物」（1979年7月9日放送、映像ソフト未収録）に登場する。テレビアニメ第2作第1期の放送3か月めにして早々にアニメオリジナルの道具が出ることは珍しいことであり、この道具はテレビアニメ第2作第1期で最初に登場したアニメオリジナルの道具である。
干物の幽霊をさらに人間に怖がらせるための演出に使う小道具。布袋に入っている。作中ではこの道具を使用したとき、電球のあかりが消えると共に「ヒュードロドロ」という効果音が流れた。
生魚
この生魚をうちわであおぐと、生臭い臭いがそこら中に飛散する。
火の玉
空中に浮遊する青い火の玉。一応本物の火らしく、作中ではこの火の玉でタバコに点火することができたが、ドラえもんはこれを普通に触っていた。セットには3つ入っている。
こんにゃく
普通のこんにゃく。これをほっぺたにペタペタとくっつけることで怖がらせる。食用であり食すことができる。

## 百万ボルトひとみ
百万ボルトひとみ（ひゃくまんボルトひとみ）は、「百万ボルトひとみ」（てんとう虫コミックス『ドラえもんプラス』第4巻に収録）に登場する。
目玉の形をしたシールで、これを眼鏡のレンズに貼って瞬きをすると、それを見た相手は百万ボルトの電圧にかかったように衝撃を受けて、ひとみをつけている者に対して好意を抱くようになる。ただし眼鏡を外したり、ある程度距離をおくと効果はなくなる。また鏡ごしでも効果があり、鏡に映った自分に対して好意をもってしまう。この場合、鏡の自分が眼鏡をとることはないし距離を置くこともないので、その場から離れることができなくなってしまう。また、性質上目を見なければ効果は無い。
こういった道具の常として、異性愛だけでなく同性愛をも引き起こす。
テレビアニメ第二作二期では、人間以外の動物にも、使用者を見る眼があれば効果がある。

## 百鬼せんこう
百鬼せんこう（ひゃっきせんこう）は、「こわ〜い！ 『百鬼線香』と『説明絵巻』」（藤子・F・不二雄大全集第17巻に収録）に登場する。
使い方の説明が書かれた絵巻物「説明絵巻」とセットになっている。線香の煙を粗末に扱われて捨てられた道具類に掛けると、夜（午前2時）に捨てた人の所へ道具が脅かしに現れる。ただし線香のスイッチを切らないと、捨てた人のところへは行かず、線香の煙が出ている家へ道具が出現してしまう。その道具類は朝まで止まらない。テレビアニメ第2作第2期では線香の煙を掛けられた道具は掛けられてからすぐに活動する（昼間でも活動する）という設定になっている。
作中では物を粗末に扱うスネ夫を懲らしめる為に使用。原作とテレビアニメ第2作第1期では、のび太が線香のスイッチを切らない状態で家に持って帰った為、道具がのび太の家に上がり込んだが、のび太達は道具にご飯を作らせる所で話が終わった。テレビアニメ第2作第2期では煙をかけた後でスイッチを切っており、道具たちがスネ夫達一家を脅かしている。
この道具は『ドラえもん』で最後に描かれた短編作品で使用された道具である。

## 百苦タイマー
百苦タイマー（ひゃっくタイマー）は、「百苦タイマー」（てんとう虫コミックス第18巻に収録）に登場。
小さな卓上時計のような機械。修行僧や格闘家が苦行をするのと同じように、自分を苦しめることで精神を鍛えるための道具。百苦タイマーのボタンを押した人は100分間に1分に1回のペースで100の苦しみを受けることになる。一度始めてしまうと100回終わるまで取り消すことはできず、どんな場所にいても必ず時間通りに苦しみを味わうことになる。爆弾でも破壊できないほど頑丈で、回数を重ねる毎に苦しみは酷くなる。弱い人は10回目くらいで死んでしまうこともあるという。
ドラえもんがセワシを呼んでポケットの中の道具の定期検査をしていたところ、邪魔者扱いされて癪にさわったのび太がこの道具をこっそり持ち出して使ってしまった。何も知らずにボタンを押したのび太は100の苦しみを受けることになり、下記のとおり未遂も含めて7つまでの被害を受けた。困り果てたドラえもんは、セワシに頼んで、百苦タイマーを100年後の世界へ持って行ってもらったため、のび太がそれ以上の被害を受けることは（100年後まで生き続けるか、タイムマシンで行くかしない限り）なくなった。
1. 意味もなくドラえもんとセワシに殴られる
2. 壁にかかっていた絵が頭に落下
3. 機嫌の良かったジャイアンが急に立腹し、殴られる
4. 鉄骨の下敷きになる
5. 煙草のポイ捨てで火傷
6. 車にはねられる
7. 包丁を持ったしずかに襲われる（未遂）

人が直接痛めつける苦しみの場合、加害者は体が勝手に動く場合（ドラえもん、セワシ、しずか）と急に立腹して殴りたくなる場合（ジャイアン）とがある。
このエピソードの初出である『小学三年生』1978年4月号は『ドラえもん』の雑誌連載100回目にあたり、道具の名称や設定の「百」もそれにちなんでいる。
なお、テレビアニメ第2作第1期「シックハック」（1996年3月15日放送）では同様の道具「シックハック」が登場する。108の苦しみを受けるという。また、このアニメではセワシの役をドラミに置き換えている。

## 病気になる薬
病気になる薬（びょうきになるくすり）は、「仮病薬」（藤子・F・不二雄大全集第4巻に収録）に登場する。
丸型フラスコに入った丸薬。未来の世界の子供たちがお医者さんごっこに使う薬で、これを飲むと偽の病気となり、顔が真っ赤になって熱が出たり、顔が青くなって体温が氷のように冷たくなったりする。本人の気分は何ともなく、水を飲めば元に戻る。それぞれチョコレートと飴が入っている。
あまりにたくさん飲みすぎると、効き目がありすぎて偽の病気どころか偽の幽霊となってしまう（この状態でも水を飲めば元に戻る）。ただしこれは単行本（藤子不二雄ランド）収録に伴う加筆修正の際に新たに付加された設定であり、初出（『小学五年生』1976年2月号に掲載）では、「おでこにこぶができ、顔が青くなり、鼻水が出て、頬が腫れて、おできが複数できる」というように一度にあらゆる症状が顔に現れることになっていた。

## 表情コントローラー
表情コントローラー（ひょうじょうコントローラー）は、「表情コントローラー」（てんとう虫コミックス第15巻に収録）に登場する。
他人の表情を操ることのできる道具。6種類の感情のボタン（笑う、怒る、泣く、無表情、顔をしかめる、アカンベーをする）が備えられており、アンテナを誰かに向けてボタンを押すと、道具から放たれた電波が顔面筋肉を刺激することで、相手をその表情にする。もともと無表情な相手の場合は、ボタンを何度も押して電波を強めなければならない。
また、普段笑わない人を笑わせすぎるとアゴが外れるなど副作用もある。

## 標本採集箱
標本採集箱（ひょうほんさいしゅうばこ）は、「標本採集箱」（てんとう虫コミックス『ドラえもんプラス』6巻に収録）に登場する。
どんな生物の標本でも採集できる箱。採集したい生物の写真を図鑑などで用意し、この箱から伸びているコードをその写真に触れさせて箱のスイッチを入れると、近くにいる同じ生物が瞬時に箱の中に転送され、仮死状態のように動かなくなって標本同様に観察できる。もう一度スイッチを入れると、その生物がもといた場所に瞬時に戻り、元通り生きている状態となる。また、箱から生物を出すとその場でまた生き始める。
人間の写真にコードを触れた場合は、その写真本人が標本になる（箱の上に直立して固まった形になる）。作中ではジャイアンの写真を使ってジャイアンの標本を作り出した。

## ひょうろんロボット
声 - 横沢啓子（1980.2）→高戸靖広（2010.1）→齋藤彩夏（2025.3）
ひょうろんロボットは、「ロボットがほめれば」（てんとう虫コミックス8巻に収録）に登場する。
評論家を模した小型のロボット。これに絵を見せてベレー帽のスイッチを入れると「イーイー」と褒め始め、その絵を見た人はどんなにひどい絵でもその絵をとてつもない名画と思い込んでしまう。
評論の対象は、いわゆる美術品として描かれた絵に限らず、たとえばパン屋の看板や、そもそも絵ですらない、スネ夫のしたおねしょの布団などでも名画として扱う。また、「続・ドラえもん全百科」のクイズでは人間を評論する使い方もされている（異性と交際する目的で自分を評論させたが、効果が強過ぎて「あなたは素敵過ぎて私には釣り合わない」と交際を断られた）。
こちらは視覚からの感動だが、聴覚からの感動を操る道具に「ジーンマイク」が存在する。

## ビョードーばくだん
ビョードーばくだんは、「ビョードーばくだん」（てんとう虫コミックス第26巻に収録）に登場する。
小型の打上花火台に似た道具。「平等」の基準にしたい人の爪の垢を煎じて仕込まれた弾頭を打ち上げると、これが上空で爆発し灰をまき散らし、これを被った者は皆、爪の垢の主と同程度の知能、体力になるというものである。
これと似たものに、「人間うつし」「ハンディキャップ」がある。
正確な範囲は不明だが、のび太の父親の会社や、作中に出てくるテレビ局に届いていた。

## ヒラリくつ下
ヒラリくつ下（ヒラリくつした）は、「ヒラリくつ下」（藤子・F・不二雄大全集第5巻に収録）に登場する。
この靴下を履いておくと、何かにぶつかったり誰かに襲われたりしそうになるたびに、足が勝手に動いてヒラリと身をかわすことができる。
ただし、どこへ身をかわすかは自分でコントロールすることができない。作中ではのび太が身をかわした拍子に電柱の頂上に飛び移り、そのまま降りられなくなってしまった。

## ひろびろポンプ
ひろびろポンプは、「ひろびろ日本」（てんとう虫コミックス第21巻に収録）に登場する。
土地をポンプ仕掛けで膨らませる機械。本来は小島を広げるための機械だが、小さなものでは植木鉢の土から、大きなものでは日本全体に至るまで膨らませることができる。
作中では日本列島を中国大陸並みに膨らませた。塀などで囲われた土地はそのままで（但し植木鉢で試した時は鉢を壊している）、道路や鉄道のレールなども幅がそのままで長さだけ伸びている。そのまま伸びる理由をのび太が尋ねたところ、「説明すると長くなるので省く」と返されている。しかし、あまりに膨らませすぎたために海流に異常をきたし、海面上昇による大洪水などの異常気象をもたらした。

## ピンチランナー
ピンチランナーは、「ピンチランナー」（てんとう虫コミックス『ドラえもんプラス』第2巻に収録）に登場する。
瓶に入った小さな道具。これを靴につけると、自分の身代りとして意のままに操ることができる。靴だけなので移動のスピードはとても速い。ピンチランナーが捉えた映像や音声は専用のモニターで受信でき、またモニターを通じてピンチランナーに言葉をしゃべらせることもできる。

## びんぼう紙
びんぼう紙（びんぼうがみ）は、「ぼくのまもり紙」（てんとう虫コミックス第23巻に収録）に登場する。
災難から守ってくれる「まもり紙」に似ているが、効果は正反対で、汚らしい紙の色をしている。うっかりこれを拝んでしまうと、次から次へと災難に遭う。ただ歩いているだけで、階段から転げ落ちたり、道端でドブにはまったり、犬にかまれたり、ボールが飛んできて頭に当たったりと効果は抜群。しかも決して紙から逃れることはできない。
紙から逃れたければ、「まもり紙」と同様に激しい抵抗を覚悟の上でビリビリに破いてしまうほかないと考えられる。
テレビアニメ第2作第2期「ぼくのまもり紙」（2016年6月24日放送）では「やくびょう紙」という名前で登場する。こちらは紙に憑りつかれた本人だけでなく、その対象者の近くにいる者までも災難に遭ってしまう(作中ではUFOが墜落し、のび太だけでなく近くにいたドラえもんとジャイアンまでもが宇宙人に追いかけ回された)。痛い目に遭う「びんぼう紙」と違い、「やくびょう紙」の場合は憑りつかれた者が災難に遭いそうになった際、別の人物がそれを阻止すれば、災難から免れる（例として、憑りつかれたのび太が落下物にぶつかりそうなった際、ドラえもんがのび太を救助した事でのび太は落下物に当たらなくて済んだ）。